# بيل بيل (سياسي)
بيل بيل (بالإنجليزية: Bill Bell)‏ هو مهندس كهربائي وسياسي أمريكي، ولد في 1941 في واشنطن العاصمة في الولايات المتحدة. حزبياً، نشط في الحزب الديمقراطي.